# Association sportive de la Kozah Football Club
 (juillet 2017).
Si vous disposez d'ouvrages ou d'articles de référence ou si vous connaissez des sites web de qualité traitant du thème abordé ici, merci de compléter l'article en donnant les références utiles à sa vérifiabilité et en les liant à la section « Notes et références ».
Actualités
Dernière mise à jour : 3 janvier 2023.
L'Association sportive de la Kozah Football Club couramment appelé ASKO Kara ou ASKO de Kara est un club togolais de football de la ville de Kara.

## Histoire
L'association sportive de la kozah football club est fondée en juin  1972 sous le nom Landja Club. Le club fusionne ensuite avec différentes équipes de la ville de Kara. Il devient Tondja Club puis ASKO à partir de 1981.

## Lieu et description

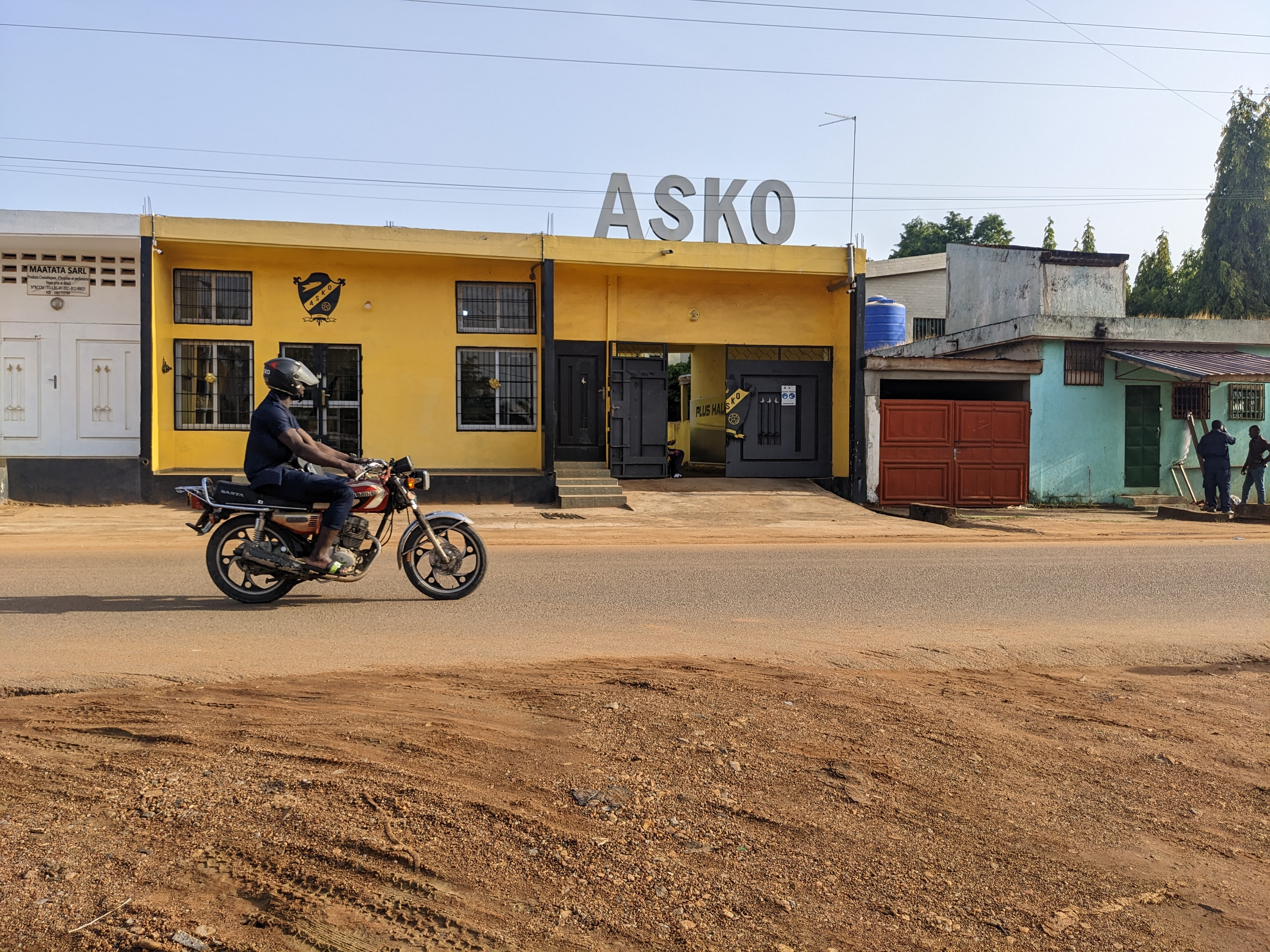

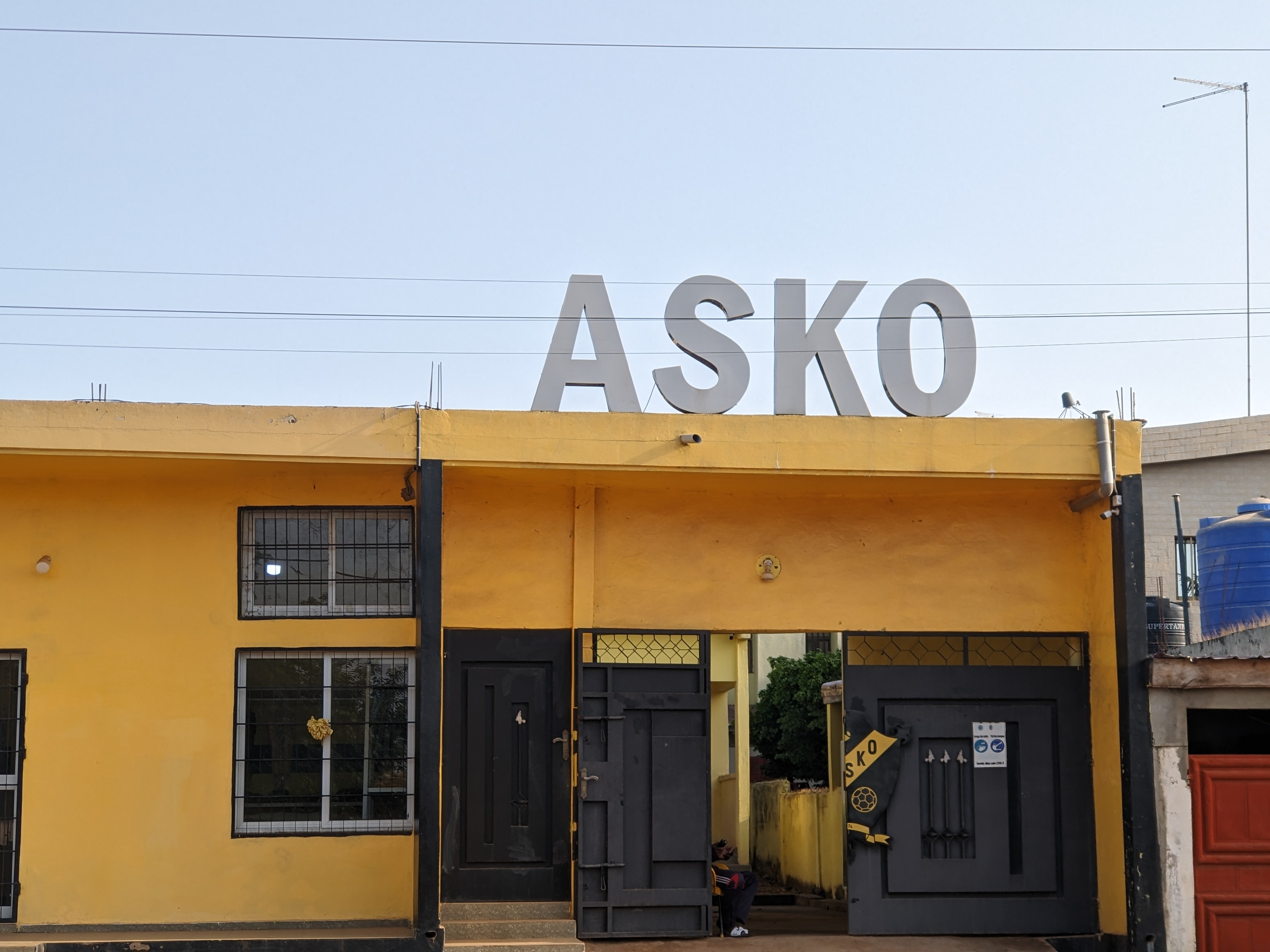

L'association Sportive de la Kozah football club s'est dotée d'un siège situé à Leota Kara et celui-ci est bâtit dans des couleurs bien spécifiques, que sont le noir et le jaune.

## Transport

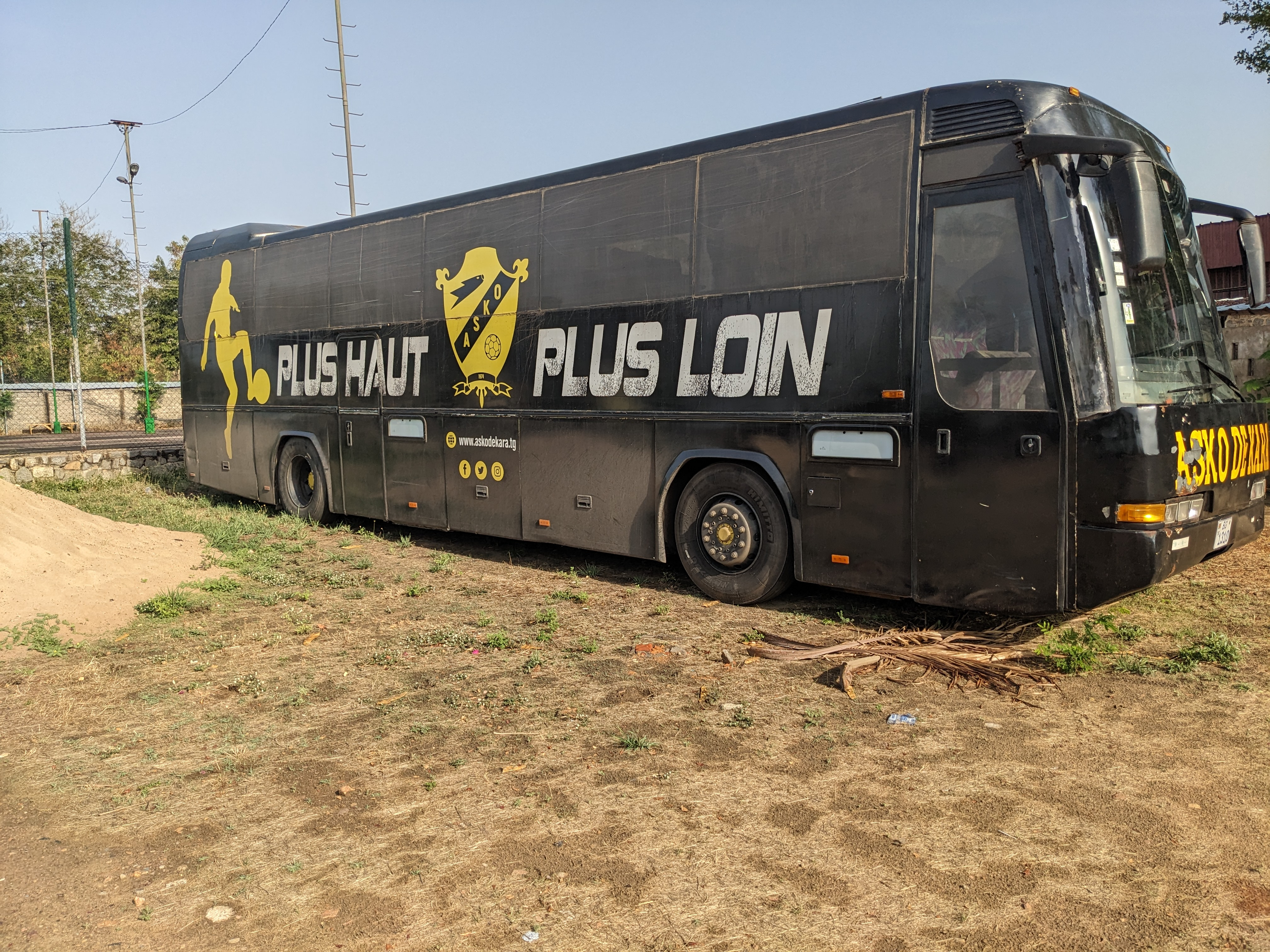
bus de asko

L'association Sportive de la Kozah Football Club s'est offert un bus pour ses déplacements.

## Palmarès
- Championnat du Togo (9)
  - Champion : 1988, 1989, 1996, 2007, 2020, 2021, 2022, 2023, 2024[8],[9],[10]

- Coupe du Togo (4)
  - Vainqueur : 1975, 1976, 1987, 1995
  - Finaliste : 1986, 2006, 2024

- Supercoupe du Togo (1)
  - Vainqueur : 2021